# 诺瓦提安派
诺瓦提安派（英語：或）又譯為诺洼天派，是早期基督教中追随神学家诺瓦提安的一个宗派，该派拒绝接受遭受威胁时否认基督信仰的人重新加入教会。罗马教会认为该派是追随居普良的异端。